# 愤怒的小鸟思黛拉
《憤怒鳥史黛拉》是Rovio娛樂開發的休閒益智遊戲，於2014年公佈，這是憤怒鳥系列中第二款衍生出來的遊戲。本款遊戲主角為憤怒鳥其中之一角色粉紅鳥（或稱史黛拉），其餘遊戲角色幾乎是女性角色，Rovio行銷長Blanca Juti對此解釋道，此款遊戲並非是針對女性玩家所設計的遊戲，而是要改變性別刻板印象。Rovio在2014年2月13日宣布，將會發行與憤怒鳥史黛拉相關的電視影片及相關遊戲專屬Telepod商品。此款遊戲在2014年9月4日上架發行。

## 遊戲內容
與前作憤怒鳥相同，玩家可控制一架彈弓，將小鳥們發射出去，擊倒由木材、冰塊和石塊等材料搭成的建築物與綠色小豬們，遊戲過關目標是消滅關卡各階段中所有的小豬。
遊戲在2014年12月時大改版，增加了黃金島地圖，描述史黛拉與朋友們在樹屋的物品被綠豬搶走了，玩家要過關把物品拿回來。在黃金島關卡上，會顯示數個關卡，玩家可選擇任一個關卡遊玩，並且在過關後可獲得經驗值提升等級，等級會影響使用物品、新的綠豬、以及遊戲中的炸藥箱類型。在關卡內每次發射次數中，玩家可自行選擇三隻小鳥的其中一隻發射，這三隻小鳥是隨機出現。在玩家獲得被奪回來的物品，在遊戲中會有加成作用。

### Telepods
此款遊戲與憤怒鳥星球大戰版II一樣，與孩之寶旗下的Telepods玩具合作，出款憤怒鳥史黛拉專屬的Telepods，玩家可以在遊戲中透過掃描Telepods玩偶上的QR碼，在關卡中使用特別的憤怒鳥過關。

## 媒體

### 卡通
Rovio宣布將以此款遊戲為基準，於2014年11月發行卡通，該卡通名為《憤怒鳥史黛拉》，首集於2014年11月1日發行。與憤怒鳥卡通相同，動畫時間約6分鐘，片中沒有對話，只有面部表情、聲音效果與簡單的發聲。在卡通劇情中，會介紹史黛拉的好友盖雅是如何成為反派主角，以及史黛拉與好友們平常的互動。第一季在2015年1月24日結束。

### 書籍
Rovio與Worldreader及Room to Read兩家非營利機構合作，出版相關書籍。

## 評價
Metacritic評論網站上，對此款遊戲評價褒貶不一，在總分100中只得67分。英國遊戲雜誌《Pocket Gamer》對此款遊戲評價為滿分10分中的6分，並評論道這就是憤怒鳥的風格，若玩家可以在遊戲中發現更多新事物，那們就可能會享受在遊戲中。

## 停止開發
2015年7月13日，Rovio宣布該遊戲停止開發，並且在憤怒鳥泡泡大戰或卡通片第2季會繼續史黛拉她們的冒險故事。
2015年9月，Rovio宣布第3章不會發布在該遊戲中。
2016年10月18日，該遊戲從全球的App Store和Google Play商店下架。

## 相關系列遊戲
Rovio在後續發行憤怒鳥史黛拉另一相關作品，該款遊戲名為《憤怒鳥史黛拉泡泡》，該款遊戲類型為消除類遊戲，並2014年12月22日時於加拿大iOS試發行。該款遊戲在2015年3月12日正式於全球iOS、Android上架發行。後來該遊戲更名為《憤怒鳥泡泡大戰》，並且加入許多憤怒鳥角色。
該款遊戲與憤怒鳥系列遊戲不同的是，玩家利用彈弓將泡泡發射出去，將相同顏色的泡泡連成至少3個配對消除，每個關卡有泡泡數量或是時間限制。

## 外部連結
- 官方网站